# Kiss József (postaigazgató)
Kiss József, névváltozat: Kis (Kolozsvár, 1850. április 10. – Budapest, 1909. november 25.) királyi posta- és távíróigazgató.

## Élete
Kiss (Kis) Bálint és Dévay (Dévai) Anna polgári szülők gyermeke, 1850. április 13-án keresztelték. Tanulmányait a kolozsvári református kollégiumban végezte és az ott fennállott jogakadémián fejezte be a jogot. Takács János volt tanára, később országos távirófőigazgató rábeszélésére 1872-ben a távíró hivatal szolgálatába lépett. Előzetes tanulmányai, nyelvismerete és főleg műszaki (gépészeti) ismeretei alapján gyorsan haladt előre; még azon évben távíró tisztté nevezték ki a kolozsvári távíró műszaki osztályban. 1880-ban a távíró főtiszti vizsgát letette és a minisztériumba rendelték be. 1885-ben távíró főtisztviselővé, 1887-ben a távírónak a postával történt egyesítése alkalmából posta- és táviró-tanácsossá nevezték ki. 1893-ban posta- és táviró-igazgatóvá nevezték ki és 1895-ben megbizatott a kereskedelmi minisztériumban a távíró és telefon üzleti és kezelési ügyosztályának a vezetésével. A posta- és táviró-tanfolyam rendes tanára volt.

## Munkái
- A villamos távirás kézikönyve távirdakezelők kiképzésére és távirdai mellékállomásvezetők kézi használatára. Bpest, 1884. 165 fába metszett és a szöveg közé nyomott ábrával. (2. kiadás, Uo. 1887.)
- Lehr Benő, A vasúti távirda, Uo. 1885. (II. rész. 3. kiadását átdolgozta.)
- A magyar táviróhálózat első részletes térképe. Tervezte és rajzolta.
- Távirdai gép- és kapcsolástan. Uo. 1891. (2. kiadás, Kőnyomat.)
- A táviró- és távbeszélő gépek és készülékek szerkezetének, összeköttetésének és kezelésének ismertetése. (Gép- és kapcsolástan.) Uo. 1897. 400 rajzzal és 9 táblával.

Szerkesztette a Távirászati Közleményeket 1882-től 1886-ig (ebben több szakcikke jelent meg.)